# Gerbrand van den Eeckhout

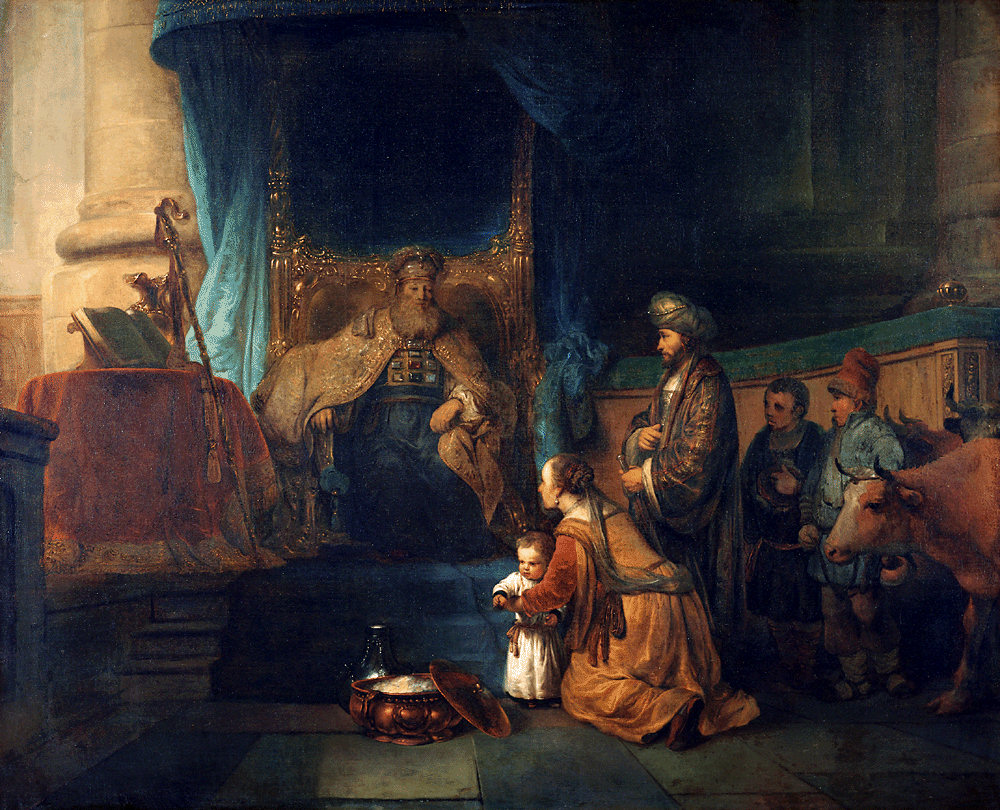
Gerbrand van den Eeckhout, Anna przedstawia swego syna Samuela kapłanowi Helemu (ok. 1665), Luwr Paryż

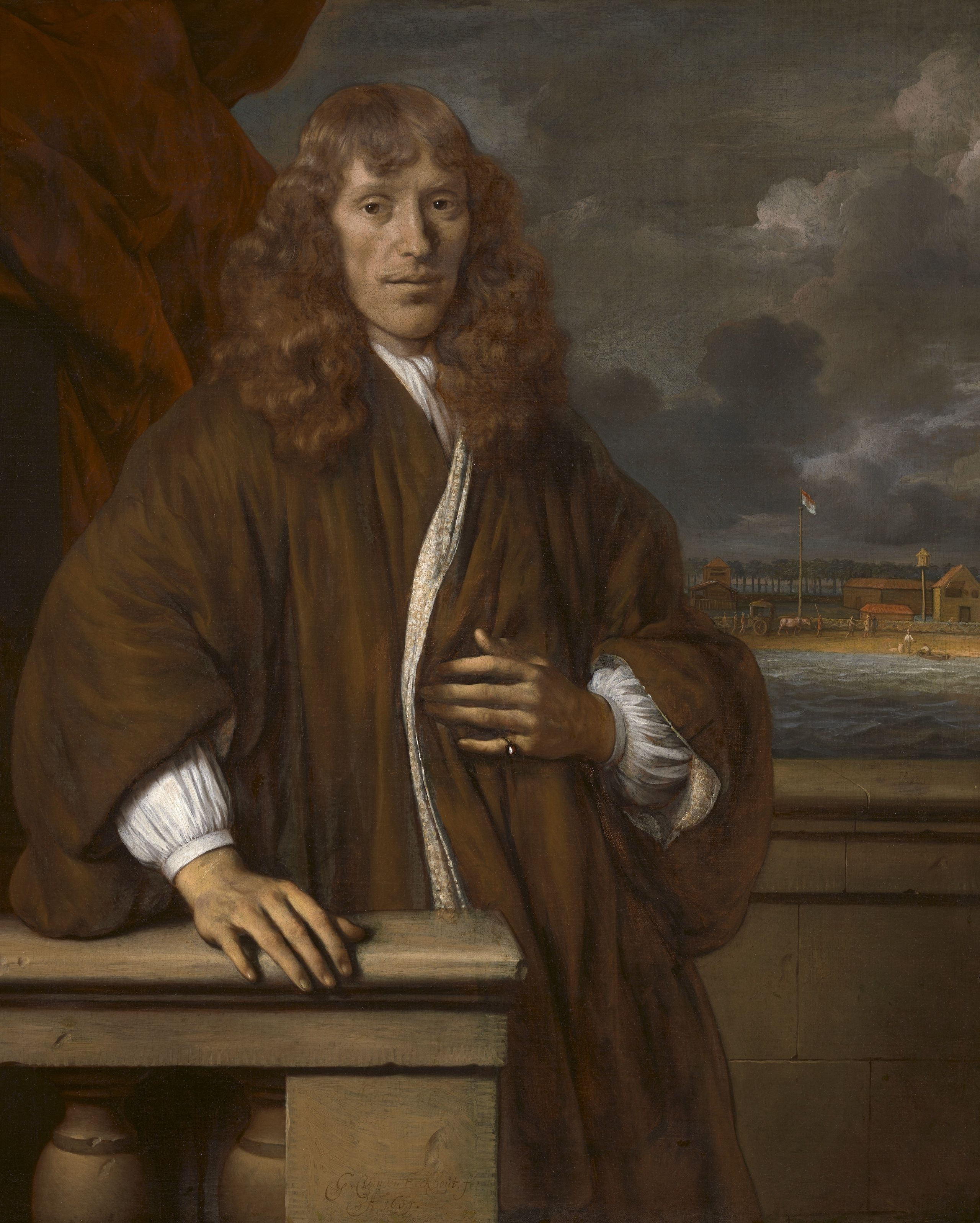
Portret oficera Holenderskiej Kompanii Wschodnioindyjskiej (1669), Museum of Grenoble

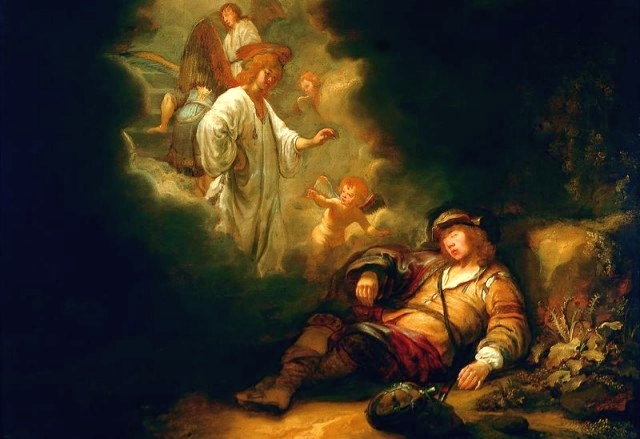
Gerbrand van den Eeckhout, Sen Jakuba (1642), Muzeum Narodowe w Warszawie

Gerbrand van den Eeckhout (ur. 19 sierpnia 1621 w Amsterdamie, poch. 29 września 1674 tamże) – holenderski malarz okresu baroku, uczeń Rembrandta.
Był synem złotnika. W latach ok. 1635-1641 był uczniem Rembrandta. Prowadził warsztat w Amsterdamie. Nie założył rodziny. Utrzymywał kontakty z uczonymi i poetami amsterdamskimi; sam pisał wiersze. Powoływany był na eksperta i taksatora obrazów. Był artystą bardzo płodnym i wszechstronnym – malarzem, rysownikiem, akwaforcistą, projektantem wyrobów złotniczych oraz ilustratorem książek.
Malował obrazy biblijne, mitologiczne, portrety (także grupowe) oraz liczne sceny rodzajowe (koncerty, rozrywki żołnierzy i oficerów).

## Wybrane dzieła
- Abraham i trzej aniołowie – (1656) – St. Petersburg, Ermitaż
- Anna przedstawia swego syna Samuela kapłanowi Helemu – (ok. 1665) – Paryż, Luwr
- Chrystus w synagodze nazaretańskiej – (1658) – Dublin, Narodowa Galeria Irlandii
- Elizeusz i Sunamitka – (1649) – Warszawa, Muzeum Narodowe
- Izaak błogosławi Jakuba – (1642) – Nowy Jork, Metropolitan Museum of Art
- Ofiara Jeroboama w Betel –  St. Petersburg, Ermitaż
- Ofiarowanie w świątyni –  (1671) – Budapeszt, Muzeum Sztuk Pięknych
- Olfert Dapper –  Frankfurt, Staedelsches Kunstinstitut
- Ostatnia Wieczerza – (1664) – Amsterdam, Rijksmuseum
- Portret mężczyzny –  Warszawa, Muzeum Narodowe
- Portret oficera Holenderskiej Kompanii Wschodnioindyjskiej – (1669), Museum of Grenoble
- Portret rodzinny –  (1667) – Budapeszt, Muzeum Sztuk Pięknych
- Samson i Dalila –  (1668) – Brema, Kunsthalle
- Sen Jakuba – (1642) – Warszawa, Muzeum Narodowe
- Wertumnus i Pomona –  (1669) – Budapeszt, Muzeum Sztuk Pięknych
- Wskrzeszenie córki Jaira –  Berlin, Gemäldegalerie
- Wypędzenie Hagar – (1666), 54,5 × 68,5 cm – North Carolina Muzeum of Art, Raleigh